# Gonioscelis engeli
Gonioscelis engeli là một loài ruồi trong họ Asilidae. Gonioscelis engeli được Londt miêu tả năm 2004. Loài này phân bố ở vùng nhiệt đới châu Phi.